# Gertrude Elizabeth Blood
Gertrude Elizabeth Blood, nota come Lady Colin Campbell (Dublino, 3 maggio 1857 – Londra, 1º novembre 1911), è stata una giornalista, scrittrice, drammaturga e redattrice irlandese.

## Biografia
I suoi genitori erano proprietari terrieri irlandesi, Edmund Maghlin Blood (1815 - 1891) e Mary Amy Fergusson (1815 - 1899). La famiglia Blood viveva nella loro proprietà, nella contea di Clare, dal regno di Elisabetta I. Edmund e Mary ebbero tre figli: Neptune William (1853), Mary Beatrice (1855) e Gertrude Elizabeth.
Gertrude, una bellezza statuaria con gli occhi scuri, incontrò Lord Colin Campbell nell'ottobre 1880 mentre era in visita ad amici in Scozia. Si fidanzarono dopo pochi giorni. La coppia si sposò il 21 luglio 1881. Il matrimonio era stato rimandato due volte da Lord Colin a causa dei suoi problemi di salute. Successivamente, i Campbell, preso la loro residenza a n. 79 do Cadogan Place, a Londra, e si è scoperto che Lord Colin aveva effettivamente una malattia venerea e che aveva contagiato Gertrude. Si ritenne generalmente che avesse la sifilide, ma non vi è alcuna prova conclusiva che questa fosse la malattia di cui stava soffrendo. A Gertrude venne concessa una separazione legale da parte di Lord Colin nel 1884 (poi confermata in appello), sulla base di crudeltà, di averla consapevolmente infettata.
Alla fine del 1884 le due parti chiesero il divorzio, anche se il processo non ha avuto luogo fino alla fine del 1886. Lord Colin accusò la moglie di adulterio, citando quattro nomi. Il futuro duca di Marlborough George Spencer-Churchill, così come il capitano Eyre Massey Shaw, capo del Vigili del Fuoco. William Corte Gully, futuro Speaker della Camera dei Comuni, ha agito come suo avvocato. 
Gertrude era stata difesa da Sir Charles Russell, che in seguito ha difeso Florence Maybrick, accusato di aver avvelenato James Maybrick. Tipperary nato William Francis Butler, soldato, avventuriero e scrittore è stato il terzo nome. Thomas Bird, fu l'ultimo del quartetto. Harry Furniss, l'illustratore, è stato tenuto occupato durante il processo noto nella produzione di numerosi ritratti delle personalità coinvolte per i quotidiani. Atti tra cui una visita da parte della giuria alla casa di Londra di Campbell per verificare la testimonianza del maggiordomo nella testimonianza in cui sosteneva di aver visto, attraverso un buco della serratura, gli incontri tra Lady Colin e gli altri uomini. Con il divorzio negato, la coppia rimase sposata fino alla morte di Lord Colin nel 1895 della sua «malattia ripugnante».
Con la fine del processo, Gertrude cambiò definitivamente la sua vita. Era sempre stata appassionata di scrittura e si voltò facilmente al giornalismo, scrivendo d'arte e dei viaggi, moda, musica e sport, teatro e pesca - uno dei suoi passatempi preferiti. I suoi altri talenti includevano pittura, equitazione, ciclismo, nuoto, canto, un'ottima padronanza della lingua francese e italiana, un po' di tedesco, spagnolo e arabo, ed è stata riconosciuta come una tiratrice esperta. Ha collaborato regolarmente per i giornali come "Review Saturday" e la "Pall Mall Gazette". Durante la sua carriera ha usato gli pseudonimi di "Véra Tsaritsyn" , "GE Brunefille" e "QED". Morì infine a Mansions Carlyle, a Londra, il 1º novembre 1911 dopo una lunga malattia ed è stata cremata presso il Golders Green Crematorium, il 5 novembre.